# Краљ сточара
Краљ сточара (порт. O rei do gado) бразилска је теленовела, продукцијске куће Реде Глобо, снимана 1996.
У Србији је приказивана током 2001. и 2002. на Првом програму Радио-телевизије Србије.

## Синопсис
Бердинаци и Мезенге су комшије и смртни непријатељи. Главни разлог супарништва је ограда која раздваја њихове поседе. Изван ове расправе, млади Енрико Мезенга и Ђована Бердинаци заљубљују се против воље својих очева и беже како би сачували своју љубав. Пар добија сина Бруна, који постаје успешни пољопривредник и добија надимак „Краљ сточара“.
Бруно живи у несрећном браку са Леом, која га вара са користољубивим Ралфом. Имају двоје деце, Леу и Маркоса, који воде испразан живот младих богаташа. Када сазна да га вара, Бруно се разводи од Лее и одлази на ранч како би решио тамошње проблеме. На ранчу упознаје тајанствену Луану, једну од радница, у коју се заљубљује. Жеремијас Бердинаци, Брунов стриц, још увек гаји мржњу између двеју породица. Он има опсесију према Маријети, братаници коју никада није видео, кћерки свог брата Ђакома Гиљерма, и одлучује да јој остави сво своје богатство.

## Улоге
| Глумац:              | Улога:                           |
| -------------------- | -------------------------------- |
| Антонио Фагундес     | Антонио Мезенга Бруно Мезенга    |
| Раул Кортез          | Жеремијас Бердинаци              |
| Патрисија Пиљар      | Луана Маријета Бердинаци         |
| Глорија Пирес        | Рафаела Бердинаци лажна Маријета |
| Фабио Асунсао        | Маркос Мезенга                   |
| Силвија Пфеифер      | Лејла                            |
| Алмир Сатер          | Апарицио Пирилампо               |
| Амилтон Монтеиро     | детектив Кловис                  |
| Ана Беатриз Ногуера  | Жасира                           |
| Ана Роса             | Марија Роса                      |
| Антонио Помпео       | Домингос                         |
| Бете Мендес          | Донана                           |
| Карлос Такеши        | Олаво                            |
| Карлос Вереза        | сенатор Кахијас                  |
| Косме де Сантос      | Формига                          |
| Емилио Орсиољо Нето  | Ђузепе                           |
| Гиљерме Фонтес       | Отавињо                          |
| Ијара Хамра          | Лурдиња                          |
| Илва Нињо            | Жоана                            |
| Џексон Антинес       | Ређино                           |
| Хаиро Матос          | Фаусто                           |
| Хосе Аугусто Бранко  | Жозимар                          |
| Лавинија Власак      | Лиа Мезенга                      |
| Лејла Лопес          | Сузане                           |
| Лијана Дувал         | Китерија                         |
| Лусијана Вендрамини  | Марита                           |
| Мара Карваљо         | Биа                              |
| Марсело Галдино      | Жералдињо                        |
| Марија Хелена Падер  | Жулија                           |
| Марија Лима          | Лилијана                         |
| Неуса Борхес         | Марта                            |
| Оскар Маргини        | Ралф                             |
| Пауло Коронато       | Димас                            |
| Ређина Доурадо       | Магу                             |
| Рожерио Марсико      | Олегарио                         |
| Стенио Гарсија       | Зе до Арагуаја                   |
| Серхио Реис          | Зе Бенто                         |
| Валдерез де Барос    | Жудит                            |
| Тарсисио Мејра       | Ђузепе Бердинаци                 |
| Ева Вилма            | Маријета Бердинаци (у младости)  |
| Вера Фишер           | Нена Мезенга (у младости)        |
| Леонардо Брисио      | Енрико Мезенга (у младости)      |
| Летиција Спиљер      | Ђована Бердинаци (у младости)    |
| Марсело Антони       | Бруно Бердинаци (у младости)     |
| Како Киоклер         | Жеремијас Бердинаци (у младости) |
| Маноел Боусинас      | Ђакомо Гиљерме (у младости)      |
| Клаудио Кореа Кастро | Бепо Вендаћио (у младости)       |